# Cortaderia nitida x sericantha
Cortaderia nitida x sericantha là một loài thực vật có hoa trong họ Hòa thảo. Loài này được Sibth. & Sm. mô tả khoa học đầu tiên năm 1997.